# Рамонская верфь
Рамонская верфь — корабельная верфь, на которой в конце XVII века — начале XVIII века строились корабли для Азовского флота.

## История
Рамонская верфь была основана по указу Петра I в 1696 году на левом берегу реки Воронеж в селе Рамонь, расположенном в 37 км к северу от города Воронежа.
В 1697 году на верфи были заложены четыре корабля-баркалоны.
22-х пушечный корабль-баркалон «Меркурий» («Меркуриус») строился кумпанством окольничего князя Петра Григорьевича Львова, которое было восприемником ранее существовавшего на рамонской пристани кумпанства стольника князя Г. В. Тефянкина (Тюфякина). Строил корабль датский корабельный мастер, капитан Симон Питерсон, который был принят на русскую службу в 1696 году..
Парусно-гребное судно баркалон «Меркурий» был спущен на воду в Рамони с «Волчьей пристани» в 1698 году. В мае 1699 года корабль был отправлен в Воронеж и в том же году участвовал в Керченском походе. В 1711 году участвовал в войне против Турции. После сдачи Таганрога туркам уведён вверх по Дону в Черкасск. 
Первый 36-ти пушечный корабль 5-го ранга баркалон «Барабан» («Трумель») строился кумпанством боярина Фёдора Петровича Шереметева. Строителями корабля были Корнелис Серейсон, Лен Чапман и Симон Питерсон. Корабль был спущен на воду в мае 1699 года и получил девиз «Непотребен без грому». В апреле 1702 года был переведён из Воронежа в устье Дона.
Второй 36-ти пушечный корабль 5-го ранга баркалон «Три рюмки» («Дри рюморь») кумпанства боярина Тихона Никитича Стрешнева был построен и спущен на воду в мае 1699 года. Строители С. Питерсон и Я. Эдрек. Девиз корабля «Держите во всех делах меру». В апреле 1702 года корабль был переведён из Воронежа в устье Дона. Оба корабля  были разобраны в 1710 году.
Ещё один 6-ти пушечный баркалон без названия кумпанства стольника князя Василия Долгорукова, который строил Ян Янсен и переделывал Ян Терплий, был построен и спущен на воду в мае 1699 года.
В 1697 году в Рамони был заложен 49-ти пушечный барбарский корабль «Нептунус» кумпанства боярина Т. Н. Стрешнева. Строитель Ян Ярик.
В 1701 году на верфи были построены два плавучих дока и четыре подъемных судна (строитель грек Иван Федотов), которые в 1702 году были переведены по одному в Азов, Таганрог и Воронеж. 
1 сентября 1702 года строителем греком Иваном Федотовым на верфи была заложена 14-ти пушечная шнява «Таймалар». Шнява участвовала в войне с Турцией в 1710—1713 годах, в мае 1711 года под командованием капитана В. Беринга (известного впоследствии полярного мореплавателя) перешла из Азова в Таганрог. В 1716 году была разобрана.
В начале XVIII века из-за обмеления реки Воронеж строительство больших кораблей с верфей Воронежского адмиралтейства было постепенно переведено на новую Тавровскую верфь, корабельные работы в Рамони прекратились.

## Память
- 26 октября 1996 года на площади рабочего посёлка Рамонь был открыт памятный знак в честь 300-летия Российского Военного флота в виде макета боевого корабля «Меркурий».
- В Воронеже на бетонной опоре среди волн Воронежского водохранилища у Вогрэсовского моста стоит памятник кораблю «Меркурий», построенного на Рамонской верфи[2].

- 23 мая 2012 года был утверждён Флаг Павловского сельского поселения (Воронежская область) на котором «дубы символизируют славное прошлое Рамонских земель, когда из местного леса строился на Рамонской верфи первый Российский флот Петра I — символ стойкости, крепости, долголетия».